# 羅伊·席佛斯
羅伊·愛德華·席佛斯（英語：Roy Edward Sievers，1926年11月18日—2017年4月3日），綽號「松鼠」， 為前美國職棒大聯盟的一壘手與左外野手，生涯曾效力於布朗(今金鶯)、參議員(今雙城)、白襪、費城人與參議員(今遊騎兵)等隊。席佛斯是1949年的美聯新人王，生涯入選過5次明星賽，並在1957年拿下美聯全壘打王與打點王。

## 職業生涯

### 聖路易布朗
席佛斯在1944年與布朗簽約，但因為二戰入伍導致他前兩年沒有留下上場紀錄。1948年，他在小聯盟繳出3成09的打擊率，並敲出19轟與75分打點。隔年他直接入選開幕戰名單，整季繳出3成06的打擊率，並敲出16轟與91分打點，整體攻擊指數為.869。他也順利拿下美聯新人王。1950年，席佛斯進入二年級生撞牆期，打擊率僅有2成38，並敲出10轟。1951年，他幾乎都待在2A磨練，結果他在小聯盟撲接飛球受傷，導致剩餘球季報銷。
1952年，席佛斯缺席整個上半季。最後他只出賽11場比賽，隔年他僅出賽92場比賽，繳出2成70的打擊率，並敲出8轟。1954年，布朗隊搬到巴爾的摩，改名巴爾的摩金鶯。不過球隊也在1954年2月將席佛斯交易到參議員，換來Gil Coan。

### 華盛頓參議員
加入參議員後，席佛斯獲得大量出賽機會，表現也大幅進步。1954年至1958年間，他每年都能至少出賽144場比賽，並打回至少95分打點。1957年，席佛斯迎來生涯年，整季他繳出3成01的打擊率，並敲出42轟與114分打點，強勢拿下全壘打王與打點王。期間他曾連續6場比賽開轟，最後他在MVP票選上拿下第三名，僅次於米奇·曼托與泰德·威廉斯。1958年，席佛斯繳出2成95的打擊率，並敲出39轟與108分打點，表現依舊出色。
1959年，席佛斯這年受傷3次，導致出賽數減少。整季他的打擊率為2成42，並敲出21轟與49分打點，不過他依舊入選明星賽。

### 生涯後期
1960年4月4日，參議員將席佛斯交易到白襪，換來Earl Battey和Don Mincher。加入白襪後，席佛斯開始轉任一壘手。這年席佛斯表現回春，繳出2成95的打擊率，並敲出28轟與與93分打點，整體攻擊指數為.930。1961年，他繳出2成95的打擊率，並敲出27轟與92分打點，整體攻擊指數為.913。同年，他入選第二場明星賽，這也是他第四次入選。
1961年球季結束後，白襪將席佛斯交易到費城人，換來Charley Smith和John Buzhardt。1962年，他繳出2成62的打擊率，並敲出21轟與80分打點。隔年他的打擊率為2成40，並敲出19轟與82分打點。1964年，他的打擊率僅有1成84，並敲出4轟。費城人也在球季中將他交易到擴編的參議員，後來他在參議員出賽數也不多，最後在1965年退休。
他在1963年敲出生涯300轟，為大聯盟史上第22人，前21位都入選名人堂，不過席佛斯至今仍未入選名人堂。歷史上只有9個人效力過舊的參議員與擴編的參議員兩隊，席佛斯就是其中一人。

## 生涯打擊成績
| 出賽次數 | 打席 | 打數 | 得分 | 安打 | 二安 | 三安 | 全壘打 | 打點 | 盜壘 | 保送 | 三振 | 打擊率 | 上壘率 | 長打率 | OPS  |
| -------- | ---- | ---- | ---- | ---- | ---- | ---- | ------ | ---- | ---- | ---- | ---- | ------ | ------ | ------ | ---- |
| 1887     | 7349 | 6387 | 945  | 1703 | 292  | 42   | 318    | 1147 | 14   | 841  | 920  | .267   | .354   | .475   | .829 |

## 個人生活
在效力於參議員期間，席佛斯與時任副總統理查·尼克森建立了良好的友誼。1958年的電影《失魂記》中，Tab Hunter飾演的角色在揮棒時，電影所呈現的是席佛斯的打擊動作。
1992年，席佛斯入選密蘇里州運動名人堂。後來他入選聖路易運動名人堂。
2017年4月3日，席佛斯因病去世，享壽90歲。

## 外部連結
- 球員資訊和成績在MLB ，ESPN ，Retrosheet ，Baseball Reference ，Baseball Reference (Minors) ，Fangraphs ，The Baseball Cube （英文）
- 羅伊·席佛斯在台灣棒球維基館上的頁面（繁體中文）